# NSB Fde
Die norwegischen Generatorwagen der NSB-Baureihe Fde wurden 1990 (19021) und 1991 (19022 und 19023) durch Umbauten aus Güterwagen der Baureihe Rps von NSB Verkstedet Kvaleberg, Stavanger und Strømmens Værksted für Norges Statsbaner gebaut.

## Technische Ausrüstung
Die Generatorwagen sind mit zwei Dieselmotoren des Typs Scania DSI 14 50 A29T ausgerüstet, die zusammen 634 kW (862 PS) leisten. Damit werden zwei Generatoren des Typs Leroy Somer LSA 50 L2 angetrieben, die gemeinsam 580 kW für die elektrische Versorgung der Züge bereitstellen.

## Fahrzeuggeschichte
- 19021

Der Wagen wurde 1976 als Holztransportwagen Rps 391 mit der Nummer 4358 geliefert (31 76 3914 358-3). Zwischen 1980 und 1984 wurde der Wagen als Rps 393 3358-0 bezeichnet (31 76 3933 358-0). 1990 wurde er von der NSB Verkstedet Kvaleberg in Stavanger zum Fde 19021 umgebaut.
- 19022

Der Wagen wurde 1972 als Holztransportwagen Rps 393 mit der Nummer 3281 geliefert (31 76 3933 281-4). 1990 wurde er von Strømmens Værksted zum Fde 19022 umgebaut.
- 19023

Der Wagen wurde 1971 als Holztransportwagen Rgps 392 mit der Nummer 1176 geliefert (31 76 3921 176-0) und kurze Zeit später in die Baureihe Rps 391 mit der Nummer 4176 eingereiht (31 76 3914 176-9). Zwischen 1980 und 1984 wurde der Wagen als Rps 393 3176-6 bezeichnet (31 76 3933 176-6). 1990 wurde er von Strømmens Værksted zum Fde 19023 umgebaut.
Alle drei Wagen kamen am 1. Dezember 1996 zu NSB AS und am 24. April 2019 zu Vy. Seit dem 8. Juni 2020 sind die Wagen über Norske tog an SJ Norge vermietet, wo sie im Winter bei Bedarf auf der Nordlandsbane eingesetzt werden.